# Andreas Pichler (Musiker)
Andreas Pichler  (* 10. Mai 1981 in Rum (Tirol)) ist ein österreichischer Jazz- und Improvisationsmusiker (Schlagzeug, auch Banjo, Gesang, Komposition).

## Leben und Wirken
Pichler, der in dem Bergbauern-Dorf Großvolderberg aufwuchs, stammt aus einer musikalischen Familie; sein Zwillingsbruder ist der Bassist Matthias Pichler. Mit zehn Jahren hat er mit dem Trompeten-Spiel angefangen. Als Jugendlicher, mittlerweile in Innsbruck lebend, wechselte er zum Schlagzeug. Er studierte klassisches Schlagwerk und Jazz am Konservatorium in Innsbruck. Mit 19 Jahren zog er nach Amsterdam, um zwischen 2000 und 2007 am Conservatorium van Amsterdam zu studieren.
Pichler gehörte zu den Combos von Wolfgang Muthspiel, mit denen zwei Alben entstanden (Bright Side, Earth Mountain) und der Gruppe Klax (mit Louise Dam Eckardt Jensen und dem Pianisten Xavier Lopez). Mit seinem Bruder Matthias bildet er die Pichler Bros, mit Louise Dam Eckardt Jensen das Duo Seiki. Weiterhin spielte er mit Achim Kaufmann, mit dem GHO Orchester von Gerd Hermann Ortler (Hermannology 2011) und mit Slow Food Cookbook (Domynikas Vysniauskas Trompete, Louise Dam Eckardt Jensen und Matthias Pichler).
Seit 2011 wirkte Pichler als Musiker an Theaterproduktionen mit. Er tourte durch die USA, Großbritannien, Norwegen, Dänemark, Island, Niederlande, Schweiz, Deutschland, Serbien, Italien, Spanien, Türkei, Rumänien und Litauen. Mit seinem Bruder spielte er 2015 im Finale um den Neuen Deutschen Jazzpreis.

## Diskographische Hinweise
- Hannes Daerr No Trash (Konnex Records 2011)
- Philipp Jagschitz It Seems (Unit Records 2013)
- Andreas Matthias Pichler The Waltz of Our Hundred Kids (Traumton Records 2014)
- Meinrad Kneer Oneirology (JazzHausMusik 2015)